# توماس موراليس بيريز
توماس موراليس بيريز (بالإسبانية: Tomás Morales)‏ هو قسيس إسباني، ولد في 30 أكتوبر 1908 في Macuto, Vargas ‏ في فنزويلا، وتوفي في 1 أكتوبر 1994 في ألكالا دي إيناريس في إسبانيا بسبب ذات الرئة.